# HD 155646
HD 155646，又名BD+00 3654，SAO 122182、HR 6394，是一颗恒星，视星等为6.65，位于銀經21.45，銀緯21.95，其B1900.0坐标为赤經17h 7m 47.8s，赤緯+0° 21.95′ 25″。